# Аганина, Людмила Александровна
Людмила Александровна Аганина (23 января 1926, Москва — 25 декабря 2000, Москва) — советский и российский востоковед, литературовед, доктор филологических наук, научный сотрудник Института востоковедения РАН, специалист по литературе Непала.

## Биография
Родилась 23 января 1926 г. в Москве. В 1950 г. окончила Московский институт востоковедения. В 1954 г. защитила кандидатскую диссертацию «Уйгурские диалекты Казахской ССР (Чиликского района)».
В 1954—1958 гг. работала в журнале «Советское востоковедение», сначала рядовым сотрудником, затем заведующей отделом филологии. В 1958—2000 гг. была научным сотрудником Института востоковедения АН СССР (РАН).
В 1986 г. в ИВ АН защитила докторскую диссертацию «Трансформация литературной традиции в современной непальской поэзии».

## Научная деятельность
Область научных интересов — литература Непала.
В книге «Непальская литература: Краткий очерк» (1964), первой монографии Л. А. Аганиной, даётся целостная картина развития непальской литературы, особое внимание уделено наследию поэта Бханубхакты Ачарьи (1814—1868), благодаря творчеству которого оформился современный непали, был дан импульс в развитии всей литературы Непала. Его сочинения оказали серьёзное влияние на поэтов и писателей, таких как Мотирам Бхатта, Лекханатха Паудьял, Дхаранидхар Коирала, Лакшми Прасад Девкота, Бхимнидхи Тивари, Балкришна Сама, Бхавани Бхикшу, Сиддхи Чаран Шрестха, Прасад Гхимире, Биджай Малла, Говинда Бахадур Готхале, Дхармарадж Тхапа и др.
Л. А. Аганиной были написаны главы «Литература» и «Театр и драматургия» в коллективной работе «Современный Непал» (1967), авторами которой являлись исследователи-непаловеды из Института востоковедения АН СССР А. К. Ежов, Н. И. Королёв, Д. Н. Костинский и др. Принимала участие в работе над непальско-русским словарём (1968).
В монографии «Человек, общество, религия в современной непальской поэзии» (1985) рассматривается развитие непальской литературы и её основные онтологические и гуманистические идеи. Литература Непала, по мнению автора, прошла путь от традиционного мировоззрения, свойственного первым писателям, через эпоху модернизации, трансформации традиции к так называемой «новой поэзии» с её собственной концепцией личности и новой художественной системой.
Совместно со К. П. Шрестхой, дипломной работой которого некогда руководила Л. А. Аганина, был написан ряд работ, в том числе выполнены переводы непальских сказок, изданных в сборнике «Почему у птицы кальчунды клюв и лапки золотые» (1989).

## Основные работы
- Гармония гласных (сингармония) в илийском диалекте уйгурского языка // Вестник АН КазССР. 1954. № 3. С. 30-37.
- Основные тенденции развития современной непальской поэзии // Проблемы востоковедения. 1960. № 6. С. 43-58.
- Непальская литература: Краткий очерк. М.: Наука, 1964. 182 с.
- Театр и драматургия // Современный Непал. М., 1967. С. 237—243.
- Литература // Современный Непал. М., 1967. С. 218—236.
- Непальско-русский словарь: 38 000 слов: С прил. граммат. очерка непал. яз. / сост. канд. филол. наук Н. И. Королёвым / сост. И. С. Рабинович, Н. И. Королёв, Л. А. Аганина / под руковод. И. С. Рабиновича. М.: Сов. энциклопедия, 1968. 1328 с.
- Рассказ о непальском поэте: (Жизнь и творчество Лакшмипрасада Девкоты). М.: Наука, 1970. 136 с.
- Поэзия непальских ральфов и модернизм // Идеологическая борьба и современная литература зарубежного Востока. М., 1977. С. 135—158.
- Литература стран зарубежного Востока 70-х годов: Реализм на новом этапе. Сб. ст. / отв. ред. Л. А. Аганина. М.: Наука, 1982. 311 с.
- Человек, общество, религия в современной непальской поэзии. М.: Наука, 1985. 230 с.
- Литературная критика стран зарубежного Востока и её роль в развитии общественной и эстетической мысли. Сб. ст. / отв. ред. и авт. введ., с. 3-19, Л. А. Аганина. М.: Наука, 1988. 282,[3] с.
- Почему у птицы кальчунды клюв и лапки золотые: непальские народные сказки / пер. Л. А. Аганиной и К. Шрестха. М.: Детская литература, 1989. 48 с.
- Символика твёрдых и жидких субстанций в современной непальской поэзии // Семантика образа в литературах Востока. М., 1998. С. 177—217.